# 怒江红杉
怒江红杉（学名：Larix speciosa）是松科落叶松属的植物。分布于缅甸北部以及中国大陆的波密、贡山、丽江、维西、察隅、剑川、德钦、墨脱等地，生长于海拔2,600米至4,000米的地区，常生于山坡、落叶混交林中、林中、冷杉林下或云杉林中，目前尚未由人工引种栽培。
其种加词“speciosa”意为“外表美丽的”。

## 别名
怒江落叶松（植物分类学报）